# Leptophiloscia baliensis
Leptophiloscia baliensis är en kräftdjursart som beskrevs av Johann Moritz David Herold 1931. Leptophiloscia baliensis ingår i släktet Leptophiloscia och familjen Philosciidae. Inga underarter finns listade i Catalogue of Life.